# Bolesław Bierut
Bolesław Bierut (Rury, 18 de abril de 1892 - Moscou, 12 de março de 1956) foi um líder comunista polaco, primeiro líder da República Popular da Polónia e secretário do Partido Operário Unificado Polaco até sua morte em 1956.
Bierut juntou-se ao Partido Comunista em 1918 e durante toda a sua vida esteve envolvido em suas atividades. Estudou na escola do Comintern e esteve ativo na Bulgária, Checoslováquia e Áustria na década de 1930, ocasião em que foi preso por diversas vezes. Solto em 1938, mudou-se para a União Soviética em 1938 e retornou à Polónia em 1943, já após a invasão teuto-soviética da Polónia. Com o apoio de Josef Stalin, tornou-se Presidente da Polônia entre 1947 e 1952, e atuou em prol da sovietização do país. Fiel ao stalinismo, participou da deposição de Władysław Gomułka, secretário do Partido dos Trabalhadores Polonês, em 1948, por defender a relativização das linhas partidárias soviéticas em relação ao contexto nacional. Bierut o substituiu e foi instrumental na fundação do Partido Operário Unificado Polaco, no mesmo ano.
Em 1952, deixou a presidência para se tornar Primeiro-ministro, mas renunciou em 1954. Morreu em 1956, logo após o XX Congresso do Partido Comunista da União Soviética, que iniciou a desestalinização soviética.
Está sepultado no Cemitério de Powązki em Varsóvia.